# 마르크스주의청년노동자동맹
마르크스주의 청년 노동자 동맹(マルクス主義青年労働者同盟)은 일본의 혁명적 공산주의자 동맹 전국위원회(혁 공동 전국위원회, 통칭 : 중핵파) 기반조직 중 하나이다. 그 이름대로, 청년 노동자를 중심으로 조직되어있다.

## 개요
1961년 1월, 혁 공동 전국위원회의 하부 조직 중 하나로 결성되었다. 그러나 1963년 4월 상부 조직인 혁 공동 전국위원회가 노선 갈등에서 핵중핵파와 혁 마르파 로 분열. 동시에 이 조직도 분열했다. 하지만 혁마르파 계의 조직이 그때 "조직하지 않는다"라는 혁마르파의 방침에 따라 소멸했다. 결과 중핵파 계의 조직이 되었다.
최근에는 사실상 활동 정지 상태가 계속되고 있었지만, 2003년 12월에 재결성됐다.
현재는 "청년 노동자들의 분노를 해방 투쟁으로""청년 노동자의 궐기로 JR 검수 업무 외주화를 저지하고 철도 · 4 대 산별로 조직을 건설하자 "등의 구호를 내걸고 활동을 하고 있다.

## 조직
- 결성 : 1961년 1월
- 재결성 : 2003년 12월
- 주요 집행부 : 위원장 · 키타가와 오사무 서기장 · 타카 무라 다이스케
- 기관지 : 「Solidarity」(부정기 간행)